# Cladrastis kentukea
Espèce
Synonymes
- Cladrastis albiflora Raf.[2] [1]
- Cladrastis fragrans Raf.[2] [1]
- Cladrastis kentuckensis Raf. ex B.D. Jacks.[2]
- Cladrastis kentuckensis Raf.[1]
- Cladrastis lutea f. tomentosa Steyerm.[2]
- Cladrastis lutea (Michx.) K.Koch[2]
- Cladrastis lutea Raf.[1]
- Cladrastis tinctoria Raf.[2] [1]
- Sophora kentukea Dum.Cours.[2] [1]
- Virgilia alba Raf.[2] [1]
- Virgilia kentuckensis Raf.[2] [1]
- Virgilia lutea Michx.[2] [1]

Statut de conservation UICN

 LC  : Préoccupation mineure
Cladrastis kentukea, le Virgilier à bois jaune, est une espèce de plantes à fleurs de la famille des Fabacées. C'est un arbre originaire des États-Unis.

## Aire de répartition naturelle
L'arbre est originaire du sud-est des États-Unis. Il a été introduit par John Lyon en Angleterre en 1812.

## Description
IL a des feuilles composées, jaune vif en automne. Les fleurs sont blanches en grappe très parfumées en juin.

## Confusion
Un film documentaire traduit de l'anglais a introduit en français une confusion avec le Yellowwood africain qui n'est pas un Fabacé mais un Podocarpacé.